# Robert Kok

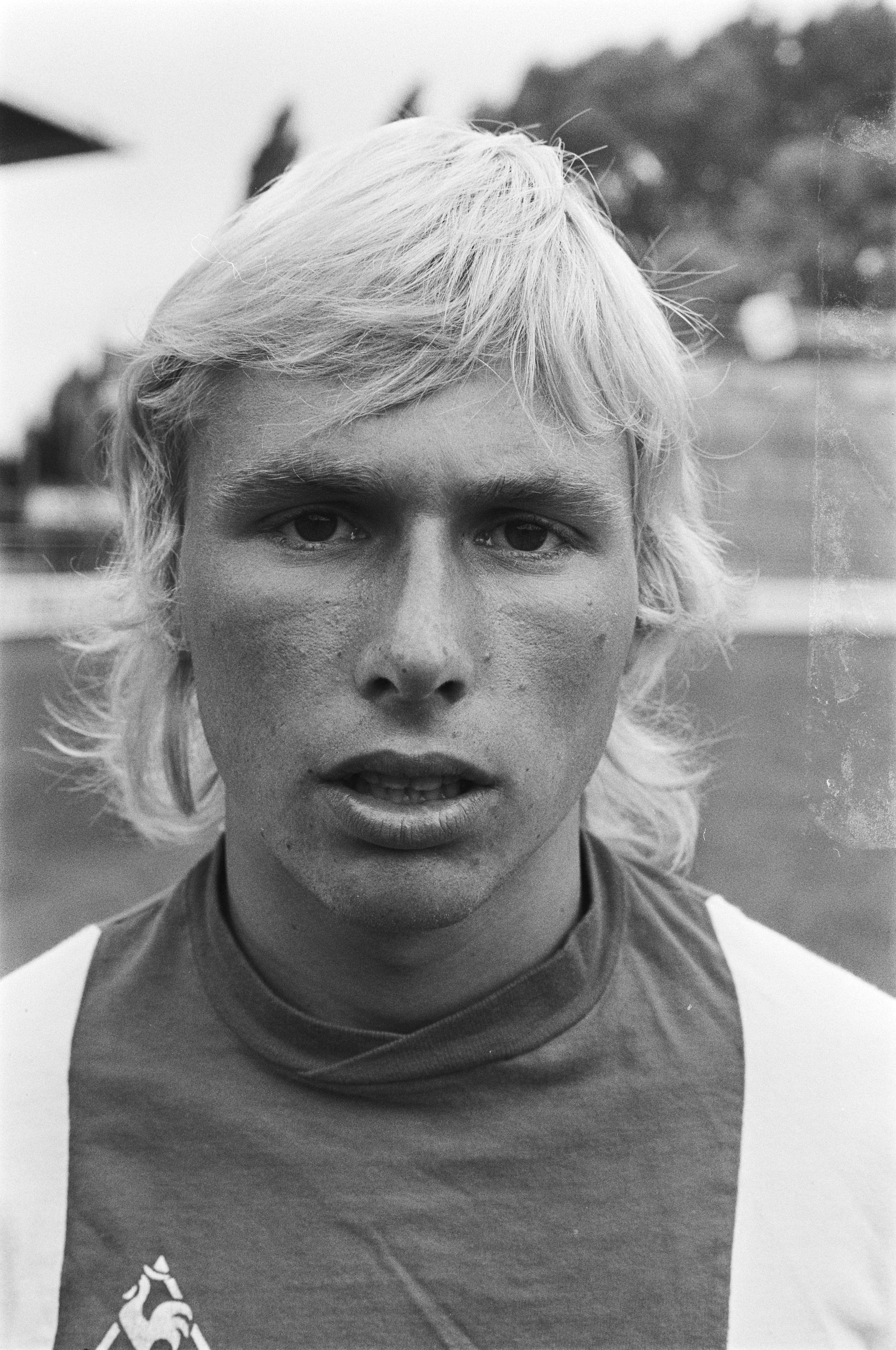
Robert Kok im Ajax-Trikot (Juli 1976)

Robert Kok (* 26. Juni 1957 in Amsterdam) ist ein ehemaliger niederländischer Fußballspieler.

## Sportlicher Werdegang
Kok entstammt der Jugend von Ajax Amsterdam, wo er zwar als regelmäßiger Torschütze in der Reservemannschaft reüssierte, aber nicht den dauerhaften Sprung in die Wettkampfmannschaft schaffte. 1977 wechselte er zum belgischen Klub Boom FC, den er nach einer Spielzeit in Richtung Lierse SK verließ. 1979 wechselte er in die Schweiz, wo er seine erfolgreichste Zeit erlebte. Beim FC Lausanne-Sport erreichte er das Finalspiel um den Schweizer Cup 1980/81 gegen den FC Zürich. Beim 4:3-Erfolg nach Verlängerung gehörte er dem zweifach erfolgreichen Stéphane Crescenzi und Yves Mauron zu den Torschützen. Nach Ende der Saison 180/81, in der er sich mit 15 Saisontoren hinter Torschützenkönig Peter Risi an zweiter Stelle der Torschützenliste einreihte, wurde er als Ausländischer Spieler des Jahres in der Schweiz ausgezeichnet. Im Cup-Wettbewerb 1983/84 stand er erneut mit dem Klub im Final, das gegen Servette FC in der Verlängerung verloren ging. Im Sommer 1984 wechselte Kok zum Servette FC, mit dem er in der Meisterschaft 1984/85 den Titel gewann. Ein erneuter Pokalsieg wurde im Cup-Wettbewerb 1985/86 erneut erst im Endspiel verpasst, trotz zwischenzeitlicher Führung durch Marc Schnyder ging das Spiel mit 1:3 gegen den FC Sion verloren. Ähnlich verhielt es sich im folgenden Jahr, dieses Mal musste trotz zweier Führungen nach Treffern von erneut Schnyder und Robert Prytz per Strafstoß zur 2:1-Führung dem BSC Young Boys nach einer 2:4-Niederlage nach Verlängerung der Vortritt gelassen werden. 1988 schloss er sich dem Zweitligisten FC Zürich an, mit dem er 1990 in die Nationalliga A aufstieg. Im Januar 1992 wechselte er zum seinerzeitigen Zweitligisten FC Basel, wo er im Sommer seine Karriere beendete.